# هاري تورنر (سياسي)
هاري تورنر (بالإنجليزية: Harry Turner)‏ هو محام بالقضاء العالي وسياسي أسترالي، ولد في 8 يوليو 1905 في أستراليا، وتوفي في 19 سبتمبر 1988 في أستراليا. حزبياً، نشط في حزب أستراليا المتحدة والحزب الليبرالي الأسترالي. وقد انتخب عضو الجمعية التشريعية نيو ساوث ويلز وانتخب عضو مجلس النواب الأسترالي عن دائرة Division of Bradfield ‏ (20 ديسمبر 1952 – 11 أبريل 1974).